# Foxey Lady
Foxey Lady — пісня гурту «The Jimi Hendrix Experience», випущена 1967 року в альбомі Are You Experienced. 
Ця пісня потрапила до списку 500 найкращих пісень усіх часів за версією журналу Rolling Stone